# 한공렬
한공렬(韓珙烈, 1913년 2월 3일 ~ 1973년 3월 7일), 세례명 베드로는 한국의 가톨릭 사제로, 천주교 전주교구 제4대 교구장과 천주교 광주대교구 제6대 교구장을 지냈다.
경기도 인천부 출생으로, 경복중학교와 예수성심신학교를 졸업하고 1939년 명동성당에서 사제 수품을 받았다. 1961년 성신대학 학장으로 재직 중에 전주교구장으로 임명되었고, 1971년 7월 14일 광주대교구장으로 임명되었다. 1973년 지병으로 명동성모병원에서 선종했다.